# Henry Fieldman
Henry Jack Fieldman (født 25. november 1988 i London, England) er en britisk roer og dobbelt verdensmester.
Fieldman vandt en bronzemedalje i disciplinen otter ved OL 2020 i Tokyo. Han var styrmand i den britiske båd, der blev roet af Josh Bugajski, Jacob Dawson, Moe Sbihi, Charles Elwes, Thomas George, Oliver Wynne-Griffith, James Rudkin og Thomas Ford. Briterne blev i finalen besejret med godt et sekund af guldmedaljevinderne fra New Zealand og med få hundrededele af Tyskland, som tog sølvet.
Fieldman har desuden vundet to VM-guldmedaljer i disciplinen toer med styrmand i henholdsvis 2015 og 2016, samt en EM-guldmedalje i otter ved EM 2021.

## OL-medaljer
- 2020:  Bronze i otter